# Danuta Kiełczewska
Danuta Magdalena Kiełczewska (ur. 21 sierpnia 1945 w Siedlcach, zm. 22 lutego 2016 w Warszawie) – polska fizyczka, specjalistka w zakresie cząstek elementarnych i fizyki wysokich energii, profesor doktor habilitowany nauk fizycznych, profesor nadzwyczajna Uniwersytetu Warszawskiego, twórczyni doświadczalnej fizyki neutrin w Polsce.

## Życiorys
Urodziła się w rodzinie Witolda Bogusza (1920–1978), radcy w sekretariacie RWPG, i Marii z Burdziłowskich (1923–2009). Ukończyła Liceum Ogólnokształcące im. S. Sempołowskiej w Warszawie (1963). Absolwentka (1968) i wieloletnia wykładowczyni Wydziału Fizyki Uniwersytetu Warszawskiego oraz Instytutu Problemów Jądrowych im. Andrzeja Sołtana. W 1975 uzyskała pod kierunkiem Jerzego Pniewskiego stopień doktora na podstawie rozprawy Oddziaływania w stanach końcowych wybranych hiperjąder p-powłokowych. W 1995 uzyskała stopień doktora habilitowanego nauk fizycznych w zakresie fizyki, specjalność: fizyka wysokich energii, zaś w 2009 tytuł profesorski. W latach 80. odbywała staż naukowy na Uniwersytecie Kalifornijskim w Irvine, w trakcie którego weszła w skład zespołu kierowanego przez Fredericka Reinesa. Podczas prac w zespole brała udział zarówno w przygotowaniu jak i realizacji eksperymentu Super-Kamiokande i jako pierwszy polski badacz uczestniczyła w wyznaczaniu strumieni neutrin i w odkryciu zjawiska ich oscylacji (w 2015 wyniki eksperymentu stały się podstawą do przyznania Nagrody Nobla w dziedzinie fizyki profesorowi Takaaki Kajita). 
W 2006 została laureatką nagrody „Scopus Award for Scientific Achievement” dla najczęściej cytowanego w latach 2001–2005 polskiego naukowca.
Wśród wypromowanych przez nią doktorów znalazł się Paweł Przewłocki.
Od 24 lipca 1965 była żoną Lecha Wiesława Kiełczewskiego (ur. 1934), z którym miała synów: Marka (ur. 1976) i Jacka (ur. 1978).
Zmarła w Warszawie. Pochowana 29 lutego 2016 na cmentarzu Powązkowskim (kwatera 63-1-9,10).
Postanowieniem prezydenta Andrzeja Dudy z 31 lipca 2017 została pośmiertnie odznaczona Krzyżem Kawalerskim Orderu Odrodzenia Polski.